# Califado Abássida
O Califado Abássida (em árabe: العبّاسيّون; romaniz.: al-‘abbāsīyūn), foi o terceiro califado islâmico. Ele foi governado pela dinastia Abássida de califas, que construíram sua capital em Bagdá após terem destronado o Califado Omíada, cuja capital era Damasco, com exceção da região de Alandalus.
O Califado Abássida foi fundado pelos descendentes de Abas ibne Abedal Mutalibe, o tio mais jovem de Maomé, em Harã, em 750 e mudou a sua capital em 762 para Bagdá. Prosperou por dois séculos, mas vagarosamente entrou em declínio com a ascensão do exército turco que eles mesmos haviam criado, os mamelucos. Menos de 150 anos após terem tomado o poder da Pérsia, os califas foram forçados a cedê-lo para emires dinásticos locais, que aceitavam sua autoridade de forma apenas nominal. O califado também perdeu as províncias ocidentais do Alandalus, Magrebe e Ifríquia para um príncipe omíada, para os Aglábidas e para o Califado Fatímida, respectivamente.
O governo dos abássidas foi exterminado por um breve período de 3 anos em 1258, quando o cã Hulagu, dos mongóis, saqueou Bagdá. Eles retomaram o poder no Egito mameluco em 1261, de onde continuaram a alegar autoridade religiosa sobre todos os muçulmanos até 1519, quando o poder foi formalmente transferido para o Império Otomano e a capital, realocada para Constantinopla (conquistada aos bizantinos em 1453).

## Ascensão
Os califas abássidas eram árabes descendentes de Abas ibne Abedal Mutalibe (566–662), um dos tios mais jovens de Maomé, que se consideravam os verdadeiros sucessores de Maomé e adversários dos Omíadas. Estes, por sua vez, eram descendentes de Omaia e formavam um clã que se separou de Maomé na tribo de coraixita. Eles conseguiram o apoio dos xiitas (da sub-seita haximita, derivada dos xiitas caiçanitas) contra os Omíadas ao se converterem temporariamente ao islamismo xiita e se juntando a eles em sua luta contra os Omíadas.
Os abássidas também se distinguiram dos Omíadas ao atacar seu caráter moral e a sua administração de forma geral. De acordo com Ira Lapidus, "A revolta abássida foi apoiada de forma geral por árabes, principalmente os incomodados colonizadores de Marve, mais a facção iemenita e seus maulas". Os abássidas também apelaram para os árabes que ainda não se tinham convertido ao Islão, conhecidos como maulas, que permaneceram à margem da sociedade parental dos árabes e eram vistos como sendo uma classe inferior dentro do Império Omíada. Maomé ibne Ali ibne Abedalá, um bisneto de Abas, começou a campanha pelo retorno da família de Maomé, os Haxemitas, na Pérsia, durante o reinado de Omar II.
Durante o reinado de Maruane II, esta oposição culminou na rebelião de Ibraim, o imã, o quarto na linhagem de Abas. Apoiado pela província do Coração (atualmente no Irã), ele teve um considerável sucesso, mas foi capturado no ano de 747, vindo a morrer na prisão. A luta então continuou com seu irmão, Abedalá, conhecido pelo nome de Açafá, que derrotou os Omíadas em 750 na Batalha do Zabe, perto do Grande Zabe, e foi subsequentemente proclamado califa.

## Poder
A primeira mudança realizada pelos abássidas foi mudar a capital do império de Damasco, na Síria, para Bagdá, atualmente no Iraque. Este movimento teve como razão um desejo de apaziguar - e se aproximar - da base de apoio dos maulas persa que existia na região, sob influência mais forte da história e cultura persa, e que demandavam uma influência menos "árabe" no império. Bagdá foi fundada no rio Tigre em 762 e um novo cargo, o de vizir foi criado para permitir a delegação do poder central, com parte ainda maior dele caindo sobre os emires locais. Eventualmente, isso significou que muitos califas abássidas eram relegados a uma posição simplesmente cerimonial do que na época dos Omíadas, uma vez que o vizir começou a exercer uma grande influência, substituindo a antiga aristocracia árabe pela burocracia persa.
Os abássidas haviam dependido fortemente do apoio dos persas quando derrubaram os Omíadas. O sucessor de Abu Alabás, Almançor, quando mudou a capital de Damasco e convidou os maulas para a corte, ajudou a integrar as culturas árabe e persa, mas, ao mesmo tempo, alienou muitos de seus apoiadores árabes, particularmente os árabes de Coração que o haviam apoiado em suas batalhas contra os Omíadas. Estas fraturas na base de apoio dos abássidas quase que imediatamente causaram problemas. Os Omíadas, mesmo apeados do poder, não foram destruídos, uma vez que o último membro sobrevivente da casa real - que fora quase toda assassinada - conseguiu finalmente chegar a Espanha, onde se estabeleceu como um emir independente (Abederramão I, 756). Em 929, Abederramão III assumiu o título de califa, fundando Alandalus, com capital em Córdova, como uma rival a Bagdá ao título de capital do Império Islâmico.
Em 756, o califa abássida Almançor enviou mais de 4000 mercenários árabes para ajudar os chineses da dinastia Tang na Rebelião de An Shi contra An Lushan. Após a guerra, permaneceram na China. O califa árabe Harune Arraxide iniciou uma aliança com os chineses e diversas embaixadas dos califas árabes à corte chinesa foram preservadas nos anais dos Tang, o mais importante deles sendo os de (A-bo-lo-ba) Abu Alabás, o fundador de uma nova dinastia, a dos (A-p'u-ch'a-fo) Almançor, o construtor de Bagdá, e a de (A-lun) Harune Arraxide, melhor conhecido, talvez, nos dias de hoje através da obra popular conhecida como "As Mil e Uma Noites". Os abássidas (ou "Bandeiras Negras", como eles eram chamados), eram conhecidos na história chinesa como Heh-i Ta-shih, "Os árabes vestidos de preto".

## Era de Ouro
| “ | Em virtualmente qualquer campo de pesquisa - em astronomia, alquimia, matemática, medicina, ótica e assim por diante - os cientistas árabes estão na vanguarda do avanço científico | ” |

A Era de Ouro do Islão foi inaugurada no meio do século VIII pela ascensão do Califado Abássida e pela transferência da capital de Damasco para Bagdá. Os abássidas foram influenciados pelas mandamentos e hádices corânicos, como "a tinta de um acadêmico é mais sagrada que o sangue de um mártir", estressando o valor do conhecimento. Durante este período, o mundo islâmico se tornou um centro intelectual para ciência, filosofia, medicina e a educação, pois os abássidas abraçaram a causa do conhecimento e criaram a Casa da Sabedoria em Bagdá. Ali, acadêmicos muçulmanos e não muçulmanos lutaram para juntar todo o conhecimento do mundo e traduzi-lo para o árabe. Diversas obras clássicas (grega e romana) da Antiguidade, que de outra forma teriam se perdido, foram traduzidas para o árabe e o persa, e depois seria traduzidas para o turco, hebreu e o latim. Durante este período, o mundo muçulmano era um caldeirão de culturas que colecionava, sintetizava e avançava de modo significativo o conhecimento herdado de civilizações antigas como os romanos, os chineses, o indianos, os persas, os egípcios, os gregos e os bizantinos.

## Sob os Mamelucos
No século IX, os abássidas criaram um exército leal apenas ao califado, recrutado principalmente entre os escravos turcos e árabes, conhecidos como "Mamelucos", com alguns eslavos e berberes. Esta força, criada durante o reinado de Almamune (r. 813–833) e seu irmão e sucessor Almotácime (r. 833–842) evitou que o império se desintegrasse.
O exército mameluco, embora geralmente visto de forma negativa, tanto ajudou quanto prejudicou o califado. No início, ele deu ao governo uma força estável para lidar com problemas domésticos e externos. Porém, a criação deste exército estrangeiro e a transferência da capital de Bagdá para Samarra por Almotácime criaram uma divisão entre os califas e o povo que eles alegavam governar. Além disso, o poder dos mamelucos cresceu de forma constante até que Arradi (r. 934–941) foi coagido a entregar a maior parte das funções reais para Maomé ibne Raique.
Os abássidas continuaram a manter uma presença, uma ilusão de autoridade, confinada a assuntos religiosos, no Egito, sob o reinado dos Mamelucos.

### Arquitetura

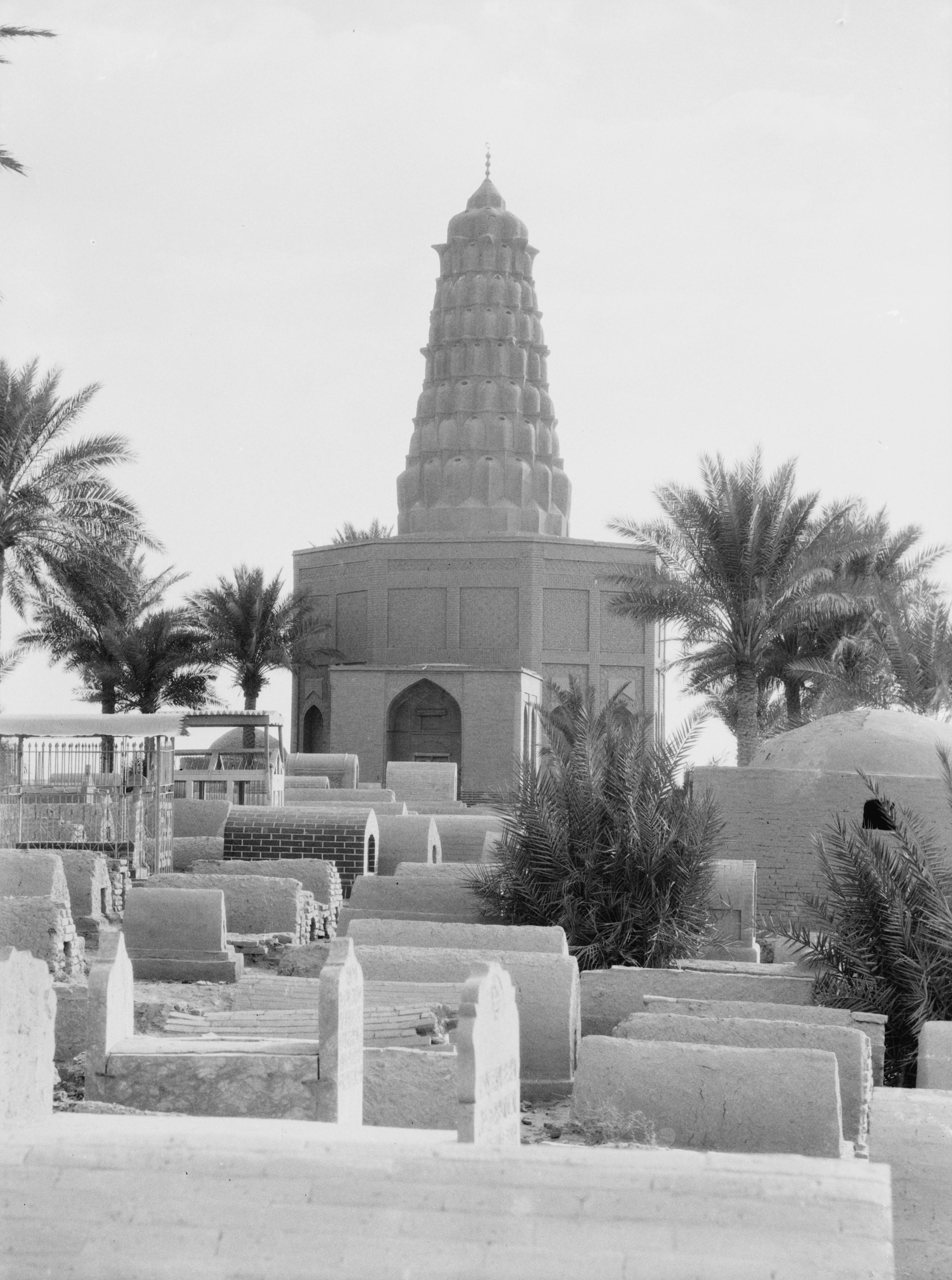
Tumba Zumurrud Khatun (1200 dC), no cemitério de Bagdá

À medida que o poder passou dos Omíadas para os Abássidas, os estilos arquitetónicos também mudaram, da tradição greco-romana (que apresenta elementos do estilo representativo helenístico e romano) para a tradição oriental que manteve as suas tradições arquitetónicas independentes da Mesopotâmia e Pérsia. A arquitetura abássida foi particularmente influenciada pela arquitetura sassânida, que por sua vez apresentava elementos presentes desde a antiga Mesopotâmia. Os estilos cristãos evoluíram para um estilo baseado mais no Império Sassânida, utilizando tijolos de barro e tijolos cozidos com estuque esculpido. Outro grande desenvolvimento foi a criação ou grande ampliação de cidades à medida que recebiam transformações na capital do império, começando com a criação de Bagdá em 762, que foi projectada como uma cidade fortificada com quatro portões, e uma mesquita e palácio no Centro. Al-Mansur, responsável pela criação de Bagdá, também planejou a cidade de Raqqa, ao longo do Eufrates. Finalmente, em 836, al-Mu'tasim mudou a capital para um novo local que criou ao longo do rio Tigre, chamado Samarra. Esta cidade viu 60 anos de construção, com hipódromos e reservas de caça. Devido à natureza seca e remota do ambiente, alguns dos palácios construídos nesta época eram refúgios isolados. A Fortaleza Al-Ukhaidir é um belo exemplo deste tipo de edifício, que possui estábulos, alojamentos e uma mesquita, todos rodeando pátios internos. Outras mesquitas desta época, como a Grande Mesquita de Kairouan na Tunísia, embora tenha sido construída durante a dinastia Umayyad, foi substancialmente renovada no século IX. Estas renovações, tão extensas que aparentemente seriam reconstruções, ocorreram nos confins do mundo muçulmano, numa área controlada pelos Aghlabids; no entanto, os estilos utilizados foram principalmente abássidas. No Egito, Ahmad Ibn Tulun encomendou a Mesquita Ibn Tulun, concluída em 879, que se baseia no estilo de Samarra e é hoje uma das mesquitas de estilo abássida mais bem preservadas deste período. A Mesopotâmia só tem um mausoléu sobrevivente desta época, em Samarra. Esta cúpula octogonal é o local de descanso de al-Muntasir. Outras inovações e estilos arquitetónicos foram poucos, como o arco tudor, e uma cúpula erguida sobre trompas. Infelizmente, muito se perdeu devido à natureza efêmera do estuque e dos azulejos lustrosos.

## Fim
A dinastia abássida finalmente terminou com Mutavaquil III, que foi levado como prisioneiro por Selim I a Constantinopla, onde ele manteve um papel cerimonial até a sua morte em 1543.